# Alicia Bridges
Alicia Bridges (Lawndale, 15 luglio 1953) è una cantante statunitense.
È nota soprattutto per il brano I Love the Nightlife (Disco 'Round) del 1978.

## Discografia
- 1978 – Alicia Bridges
- 1979 – Play It as It Lays
- 1984 – Hocus Pocus
- 2002 – The Collection: I Love the Nightlife
- 2006 – This Girl Don't Care
- 2007 – Say It Sister
- 2008 – Faux Diva